# Andrej Kerić
Andrej Kerić (* 11. února 1986, Vinkovci, SFR Jugoslávie) je chorvatský fotbalový útočník momentálně působící v maledivském klubu Victory SC. Známý je díky mnohaletému působení v české lize, v sezóně 2008/09 se stal dokonce jejím nejlepším střelcem. Postupně působil v Liberci, Spartě a Teplicích.

## Klubová kariéra
S fotbalem začínal v rodném Vinkovci. Za A tým odehrál dohromady 64 zápasů, ve kterých nastřílel 9 gólů. V únoru 2008 podepsal smlouvu na tři a půl roku s klubem FC Slovan Liberec, kde ve zbytku sezóny nastoupil k 12 utkáním, ve kterých vsítil 6 branek. Následující sezónu se stal nejlepším střelcem Gambrinus ligy s 15 ligovými trefami v 27 ligových zápasech. Stal se tak druhým cizincem, který se stal nejlepším střelcem sezóny samostatné české 1. ligy (prvním byl v sezóně 2005/06 Milan Ivana).
Andrej podepsal na konci ledna 2011 smlouvu s pražskou Spartou. Předtím byl přeřazen do libereckého B týmu protože už podepsal předčasnou smlouvu se Spartou. Sparta ho tak vykoupila za 3 miliony korun a hráč odešel ihned. Na začátku sezony 2011/12 se nedokázal prosadit do sestavy a tak odešel na půlroční hostování do týmu FK Teplice. Odtud se na jarní část sezony vrátil zpět do pražského klubu. V něm však vydržel pouze půl roku, protože na začátku sezony 2012/13 byl uvolněn opět na hostování do Teplic, tentokrát však roční.
V sezóně 2014/15 byl hráčem lucemburského klubu F91 Dudelange.
V září 2015 posílil slovenský tým Zemplín Michalovce, nováčka Fortuna ligy 2015/16. V listopadu 2015 s ním klub rozvázal smlouvu, neboť jeho výkony zaostávaly za jeho pověstí.
Od března 2016 má exotické angažmá na Maledivách v klubu Victory SC.

## Reprezentační kariéra
Mezi lety 2006–2008 nastoupil ve třech utkáních za chorvatskou reprezentaci do 21 let.